# Mao Arai
Mao Arai (japanisch 新井 万央; * 23. Mai 2003) ist eine japanische Judoka.

## Sportliche Karriere
Mao Arai siegte 2022 und 2023 bei den Juniorenweltmeisterschaften im Schwergewicht. 2023 gewann sie beim Turnier in Tokio ihren ersten Grand-Slam-Titel. Im April 2024 verlor sie im Viertelfinale der Asienmeisterschaften gegen die Mongolin Amarsaichany Adjjaasüren. Anschließend erkämpfte Arai mit zwei Siegen in der Hoffnungsrunde eine Bronzemedaille. Im Dezember 2024 konnte Arai ihren Sieg beim Grand Slam in Tokio wiederholen.